# Renato Greco
Renato Greco (Palermo, 20 gennaio 1969) è un ex calciatore italiano, di ruolo attaccante.

## Carriera
Vanta 100 presenze e 14 gol in Serie B con le maglie di Pescara, Salernitana, Lecce, Monza e Savoia.
Nella stagione 1999-2000 fa parte della rosa del Lecce, in Serie A, senza mai giocare, salvo poi essere ceduto nel mercato di gennaio al Savoia.
A fine carriera veste le maglie dell'Amiternina e dell'Angizia Luco, compagini minori abruzzesi. Adesso (2014/2015) allena il settore giovanile dell'Aquila Calcio.

## Palmarès

### Club

#### Competizioni nazionali
- Campionato italiano di Serie B: 2

Salernitana: 1997-1998
Lecce: 1999-2000
- Campionato italiano Serie C: 1

Cremonese: 2004-2005
- Campionato italiano Serie C2: 1

Foggia: 2002-2003
- Campionato Nazionale Dilettanti: 1

Torres: 1992-1993